# Mohammad Hossein Abareghi
Mohammad Hossein Abareghi (persisch محمدحسین ابارقی; * 5. Januar 1995 in Kerman) ist ein iranischer Leichtathlet, der sich auf den Sprint spezialisiert hat.

## Sportliche Laufbahn
Erste Erfahrungen bei internationalen Meisterschaften sammelte Mohammad Hossein Abareghi im Jahr 2012, als er bei den Juniorenasienmeisterschaften in Colombo in 21,84 s den fünften Platz im 200-Meter-Lauf belegte. Zwei Jahre darauf gewann er bei den Juniorenasienmeisterschaften in Taipeh in 10,50 s die Bronzemedaille im 100-Meter-Lauf und siegte in 20,69 s über 200 Meter. Zudem stellte er im Vorlauf mit 20,63 s einen neuen Meisterschafts- und Landesrekord auf und belegte zudem mit der iranischen 4-mal-100-Meter-Staffel in 40,74 s den sechsten Platz. Anschließend nahm er an den Asienspielen in Incheon teil und gelangte dort mit 21,07 s auf den siebten Platz über 200 Meter. Im Jahr darauf startete er über 200 Meter bei den Weltmeisterschaften in Peking, wurde anschließend wegen einer positiven Dopingprobe disqualifiziert und für vier Jahre gesperrt. 2022 belegte er bei den Islamic Solidarity Games in Konya in 20,93 s den fünften Platz über 200 Meter und schied über 100 Meter mit 10,20 s im Vorlauf aus.
2022 wurde Abareghi iranischer Meister im 200-Meter-Lauf.

## Persönliche Bestzeiten
- 100 Meter: 10,46 s (+1,2 m/s), 29. Mai 2022 in Maschhad
  - 60 Meter (Halle): 6,73 s, 23. Januar 2014 in Teheran
- 200 Meter: 20,63 s (+1,0 m/s), 14. Juni 2014 in Taipeh (iranischer Rekord)